# Coupe du monde de luge 2020-2021
Navigation
Édition précédente Édition suivante
La coupe du monde de luge 2020-2021 est la 44e édition de la Coupe du monde de luge, compétition de luge organisée annuellement par la Fédération internationale de luge de course.
Elle se déroule entre le 28 novembre 2020 et le 7 février 2021 sur 9 étapes organisées en Europe et en Asie.
Les championnats d'Europe de luge se déroulent durant l’étape de Sigulda du 8 janvier 2021 au 10 janvier 2021.
En raison de la pandémie de Covid-19, le calendrier ne comporte aucune épreuve en Amérique du Nord. La dernière étape devait avoir lieu en Chine fin février pour tester la piste olympique de Yanqing mais cette étape a été annulée puis reportée à Saint-Moritz. Les épreuves se disputent ou non à huis clos, selon des protocoles sanitaires stricts.
Les vainqueurs du classement général hommes, femmes et doubles se voient remettre un gros Globe de cristal tandis que les vainqueurs des épreuves classiques et des sprints se voient remettre un petit Globe de cristal. 

## Conséquences de la pandémie de Covid-19
En raison des conditions sanitaires liées à la Covid-19, la fédération américaine  annonce en octobre 2020 que ses athlètes ne disputeront aucune compétition avant janvier 2021. Il est à noter également qu'aucun athlète d'Asie ne prend part aux épreuves se déroulant en novembre et décembre 2020.

## Programme de la saison
| \| Pékin \| Sites des compétitions en Asie. |
| Pékin                                       |

| Pékin |

| \| Altenberg Königssee Winterberg Innsbruck Oberhof Sigulda St Moritz \| Sites des compétitions en Europe. |
| Altenberg Königssee Winterberg Innsbruck Oberhof Sigulda St Moritz                                         |

| Altenberg Königssee Winterberg Innsbruck Oberhof Sigulda St Moritz |

Lors de ces 9 week-end de compétition, une épreuve individuelle masculine, une épreuve individuelle féminine et une épreuve en double masculine sont organisées. Pour compléter ces épreuves viennent s'ajouter soit des épreuves sprints organisés dans ces mêmes catégories sur une seule manche, soit un relais par nation composé de ces trois épreuves.

## Attribution des points
Les manches de Coupe du monde donnent lieu à l'attribution de points, dont le total détermine le classement général de la Coupe du monde.
Ces points sont attribués selon cette répartition :
| Place  | 1   | 2  | 3  | 4  | 5  | 6  | 7  | 8  | 9  | 10 | 11 | 12 | 13 | 14 | 15 | 16 | 17 | 18 | 19 | 20 | 21 | 22 | 23 | 24 | 25 | 26 | 27 | 28 | 29 |
| ------ | --- | -- | -- | -- | -- | -- | -- | -- | -- | -- | -- | -- | -- | -- | -- | -- | -- | -- | -- | -- | -- | -- | -- | -- | -- | -- | -- | -- | -- |
| Points | 100 | 85 | 70 | 60 | 55 | 50 | 46 | 42 | 39 | 36 | 34 | 32 | 30 | 28 | 26 | 25 | 24 | 23 | 22 | 21 | 20 | 19 | 18 | 17 | 16 | 15 | 14 | 13 | 12 |

## Classements généraux
| Rang | Nom                 | Points | Victoire(s) |
| ---- | ------------------- | ------ | ----------- |
| 1    | Felix Loch          | 1095   | 9           |
| 2    | Johannes Ludwig     | 716    |             |
| 3    | Semen Pavlichenko   | 673    | 1           |
| 4    | Max Langenhan       | 637    | 1           |
| 5    | Dominik Fischnaller | 623    |             |

| Rang | Nom                  | Points | Victoire(s) |
| ---- | -------------------- | ------ | ----------- |
| 1    | Natalie Geisenberger | 995    | 2           |
| 2    | Julia Taubitz        | 976    | 6           |
| 3    | Dajana Eitberger     | 698    | 1           |
| 4    | Madeleine Egle       | 648    |             |
| 5    | Tatiana Ivanova      | 579    | 2           |

| Rang | Nom               | Points | Victoire(s) |
| ---- | ----------------- | ------ | ----------- |
| 1    | Steu / Koller     | 942    | 4           |
| 2    | Šics / Šics       | 834    | 2           |
| 3    | Eggert / Benecken | 830    | 3           |
| 4    | Wendl / Arlt      | 773    | 1           |
| 5    | Rieder / Rastner  | 707    | 1           |

| Rang | Nom       | Points | Victoire(s) |
| ---- | --------- | ------ | ----------- |
| 1    | Allemagne | 415    | 2           |
| 2    | Russie    | 375    | 1           |
| 3    | Lettonie  | 330    |             |
| 4    | Autriche  | 325    | 1           |
| 5    | Italie    | 275    | 1           |

### Classement classique et sprint
| Rang | Nom               | Points |
| ---- | ----------------- | ------ |
| 1    | Felix Loch        | 870    |
| 2    | Johannes Ludwig   | 581    |
| 3    | David Gleirscher  | 488    |
| 4    | Semen Pavlichenko | 467    |
| 5    | Roman Repilov     | 448    |

| Rang | Nom               | Points |
| ---- | ----------------- | ------ |
| 1    | Felix Loch        | 225    |
| 1    | Kevin Fischnaller | 225    |
| 3    | Semen Pavlichenko | 206    |
| 4    | Max Langenhan     | 189    |
| 5    | David Gleirscher  | 184    |

| Rang | Nom                  | Points |
| ---- | -------------------- | ------ |
| 1    | Natalie Geisenberger | 740    |
| 2    | Julia Taubitz        | 676    |
| 3    | Madeleine Egle       | 501    |
| 4    | Dajana Eitberger     | 488    |
| 5    | Tatiana Ivanova      | 480    |

| Rang | Nom                  | Points |
| ---- | -------------------- | ------ |
| 1    | Julia Taubitz        | 300    |
| 2    | Natalie Geisenberger | 255    |
| 3    | Dajana Eitberger     | 210    |
| 4    | Madeleine Egle       | 147    |
| 5    | Elīza Tīruma         | 146    |

| Rang | Nom               | Points |
| ---- | ----------------- | ------ |
| 1    | Steu / Koller     | 672    |
| 2    | Eggert / Benecken | 634    |
| 3    | Šics / Šics       | 603    |
| 4    | Wendl / Arlt      | 602    |
| 5    | Rieder / Rastner  | 527    |

| Rang | Nom               | Points |
| ---- | ----------------- | ------ |
| 1    | Steu / Koller     | 270    |
| 2    | Šics / Šics       | 231    |
| 3    | Eggert / Benecken | 196    |
| 4    | Rieder / Rastner  | 180    |
| 5    | Wendl / Arlt      | 171    |

## Calendrier et podiums

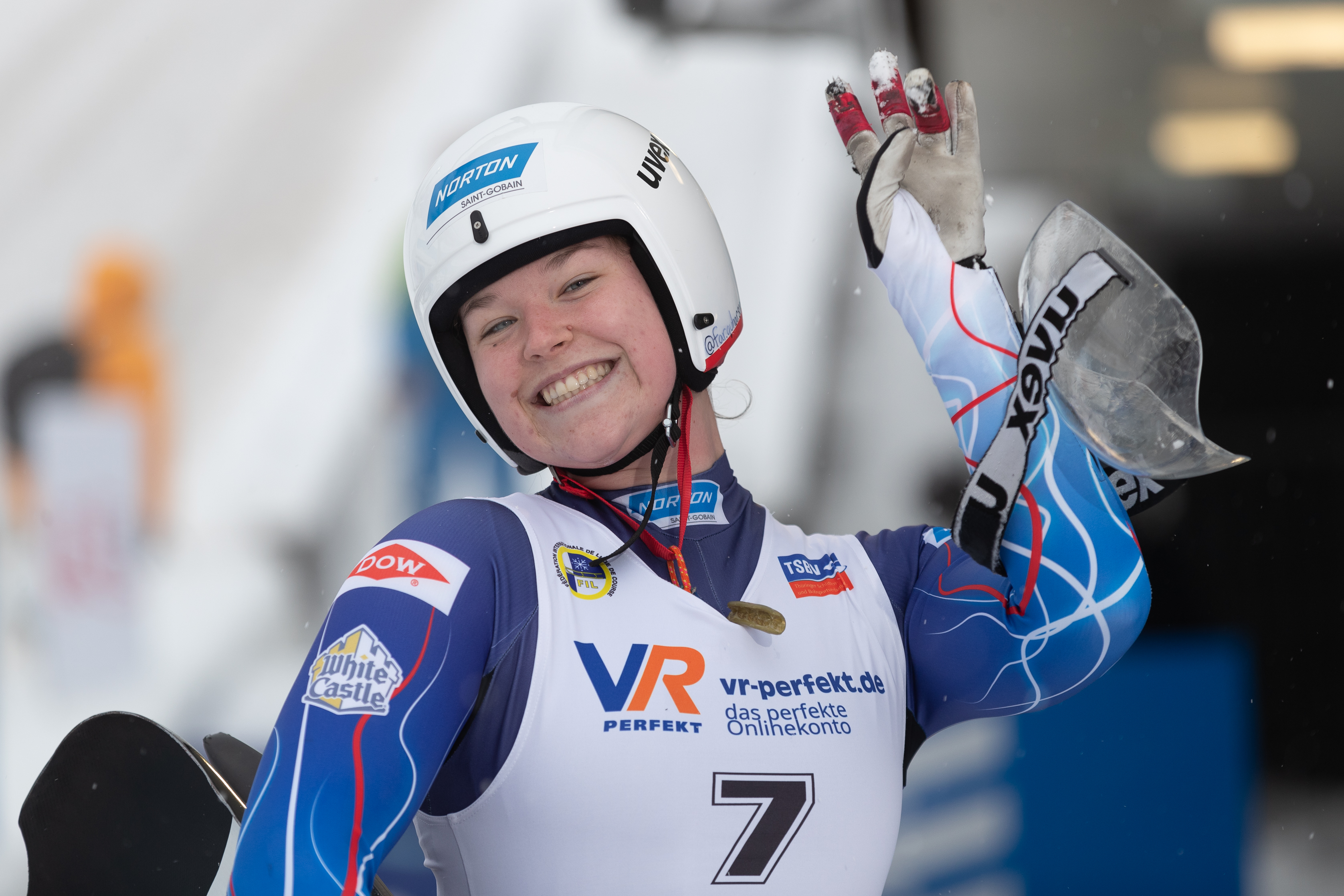
Ashley Farquharson à la coupe du monde de luge à Oberhof. Janvier 2021.

| 1. Innsbruck (28 et 29 novembre 2020) |                                                                     |                                                                     |                                                                                         |
| Épreuve                               | Vainqueur                                                           | Deuxième                                                            | Troisième                                                                               |
| Hommes                                | Felix Loch                                                          | Johannes Ludwig                                                     | Dominik Fischnaller                                                                     |
| Femmes                                | Julia Taubitz                                                       | Natalie Geisenberger                                                | Dajana Eitberger                                                                        |
| Doubles                               | Thomas Steu Lorenz Koller                                           | Yannick Müller Armin Frauscher                                      | Toni Eggert Sascha Benecken                                                             |
| Sprint Hommes                         | Felix Loch                                                          | David Gleirscher                                                    | Jonas Müller                                                                            |
| Sprint Femmes                         | Julia Taubitz                                                       | Natalie Geisenberger                                                | Dajana Eitberger                                                                        |
| Sprint Doubles                        | Thomas Steu Lorenz Koller                                           | Andris Šics Juris Šics                                              | Ludwig Rieder Patrick Rastner                                                           |
| Relais                                | Allemagne- Julia Taubitz - Felix Loch - Toni Eggert-Sascha Benecken | Autriche- Madeleine Egle - Jonas Müller - Thomas Steu-Lorenz Koller | Russie- Ekaterina Katnikova - Semen Pavlichenko - Vsevolod Kashkin-Konstantin Korshunov |

| 2. Altenberg (5 et 6 décembre 2020) |                                                                           |                                                                                    |                                                                         |
| Épreuve                             | Vainqueur                                                                 | Deuxième                                                                           | Troisième                                                               |
| Hommes                              | Felix Loch                                                                | Max Langenhan                                                                      | Kristers Aparjods                                                       |
| Femmes                              | Tatiana Ivanova                                                           | Natalie Geisenberger                                                               | Ekaterina Katnikova                                                     |
| Doubles                             | Thomas Steu Lorenz Koller                                                 | Toni Eggert Sascha Benecken                                                        | Tobias Wendl Tobias Arlt                                                |
| Relais                              | Italie- Andrea Vötter - Kevin Fischnaller - Ludwig Rieder-Patrick Rastner | Russie- Tatiana Ivanova - Semen Pavlichenko - Aleksandr Denisyev-Vladislav Antonov | Lettonie- Kendija Aparjode - Kristers Aparjods - Andris Šics-Juris Šics |

| 3. Oberhof (12 et 13 décembre 2020) |                                                                        |                                                                     |                                                                                         |
| Épreuve                             | Vainqueur                                                              | Deuxième                                                            | Troisième                                                                               |
| Hommes                              | Felix Loch                                                             | Johannes Ludwig                                                     | Jonas Müller                                                                            |
| Femmes                              | Dajana Eitberger                                                       | Natalie Geisenberger                                                | Kendija Aparjode                                                                        |
| Doubles                             | Toni Eggert Sascha Benecken                                            | Thomas Steu Lorenz Koller                                           | Yannick Müller Armin Frauscher                                                          |
| Relais                              | Allemagne- Dajana Eitberger - Felix Loch - Toni Eggert-Sascha Benecken | Autriche- Madeleine Egle - Jonas Müller - Thomas Steu-Lorenz Koller | Pologne- Klaudia Domaradzka - Mateusz Sochowicz - Wojciech Chmielewski-Jakub Kowalewski |

| 4. Winterberg (19 et 20 décembre 2020) |                             |                             |                          |
| Épreuve                                | Vainqueur                   | Deuxième                    | Troisième                |
| Hommes                                 | Felix Loch                  | Nico Gleirscher             | Dominik Fischnaller      |
| Femmes                                 | Julia Taubitz               | Natalie Geisenberger        | Elīza Tīruma             |
| Doubles                                | Tobias Wendl Tobias Arlt    | Toni Eggert Sascha Benecken | Andris Šics Juris Šics   |
| Sprint Hommes                          | Max Langenhan               | Kevin Fischnaller           | Dominik Fischnaller      |
| Sprint Femmes                          | Julia Taubitz               | Natalie Geisenberger        | Dajana Eitberger         |
| Sprint Doubles                         | Toni Eggert Sascha Benecken | Thomas Steu Lorenz Koller   | Tobias Wendl Tobias Arlt |

| 5. Königssee (2 et 3 janvier 2021) |                                                                        |                                                                     |                                                                                    |
| Épreuve                            | Vainqueur                                                              | Deuxième                                                            | Troisième                                                                          |
| Hommes                             | Felix Loch                                                             | Roman Repilov                                                       | Johannes Ludwig                                                                    |
| Femmes                             | Julia Taubitz                                                          | Natalie Geisenberger                                                | Madeleine Egle                                                                     |
| Doubles                            | Toni Eggert Sascha Benecken                                            | Tobias Wendl Tobias Arlt                                            | Thomas Steu Lorenz Koller                                                          |
| Relais                             | Autriche- Madeleine Egle - Nico Gleirscher - Thomas Steu-Lorenz Koller | Allemagne- Julia Taubitz - Felix Loch - Toni Eggert-Sascha Benecken | Russie- Victoria Demchenko - Roman Repilov - Vsevolod Kashkin-Konstantin Korshunov |

| 6. Sigulda (9 et 10 janvier 2021) |                                                                                     |                                                                    |                                                                         |
| Épreuve                           | Vainqueur                                                                           | Deuxième                                                           | Troisième                                                               |
| Hommes                            | Felix Loch                                                                          | Johannes Ludwig                                                    | Dominik Fischnaller                                                     |
| Femmes                            | Tatiana Ivanova                                                                     | Natalie Geisenberger                                               | Victoria Demchenko                                                      |
| Doubles                           | Andris Šics Juris Šics                                                              | Tobias Wendl Tobias Arlt                                           | Mārtiņš Bots Roberts Plūme                                              |
| Relais                            | Russie- Tatiana Ivanova - Semen Pavlichenko - Vsevolod Kashkin-Konstantin Korshunov | Lettonie- Elīza Tiruma - Artūrs Dārznieks - Andris Šics-Juris Šics | Allemagne- Natalie Geisenberger - Felix Loch - Tobias Wendl-Tobias Arlt |

| 7. Oberhof (16 et 17 janvier 2021) |                           |                          |                        |
| Épreuve                            | Vainqueur                 | Deuxième                 | Troisième              |
| Hommes                             | Felix Loch                | Jonas Müller             | David Gleirscher       |
| Femmes                             | Natalie Geisenberger      | Madeleine Egle           | Anna Berreiter         |
| Doubles                            | Thomas Steu Lorenz Koller | Tobias Wendl Tobias Arlt | Andris Šics Juris Šics |

| 8. Innsbruck (23 et 24 janvier 2021) |                               |                           |                             |
| Épreuve                              | Vainqueur                     | Deuxième                  | Troisième                   |
| Hommes                               | Felix Loch                    | Semen Pavlichenko         | Johannes Ludwig             |
| Femmes                               | Natalie Geisenberger          | Julia Taubitz             | Summer Britcher             |
| Doubles                              | Ludwig Rieder Patrick Rastner | Andris Šics Juris Šics    | Thomas Steu Lorenz Koller   |
| Sprint Hommes                        | Semen Pavlichenko             | Kevin Fischnaller         | Felix Loch                  |
| Sprint Femmes                        | Julia Taubitz                 | Natalie Geisenberger      | Dajana Eitberger            |
| Sprint Doubles                       | Andris Šics Juris Šics        | Thomas Steu Lorenz Koller | Toni Eggert Sascha Benecken |

|                                                                      |  |  |  |  |  |  |
| Königssee Championnats du monde de luge 2021 (29 au 31 janvier 2021) |  |  |  |  |  |  |
|                                                                      |  |  |  |  |  |  |

| 9. Pékin (20 et 21 février 2021) → Saint-Moritz (6 et 7 février 2021) |                                                                         |                                                                         |                                                                         |
| Épreuve                                                               | Vainqueur                                                               | Deuxième                                                                | Troisième                                                               |
| Hommes                                                                | Nico Gleirscher                                                         | Max Langenhan                                                           | Felix Loch                                                              |
| Femmes                                                                | Elīna leva Vītola                                                       | Julia Taubitz                                                           | Natalie Maag                                                            |
| Doubles                                                               | Mārtiņš Bots Roberts Plūme                                              | Andris Šics Juris Šics                                                  | Ludwig Rieder Patrick Rastner                                           |
| Relais                                                                | Épreuve annulée à cause des conditions météorologiques (chute de neige) | Épreuve annulée à cause des conditions météorologiques (chute de neige) | Épreuve annulée à cause des conditions météorologiques (chute de neige) |

#### Résultats officiels
- (en) Classements 2020-2021 toutes catégories